# 韋卡角
58°26′S 26°26′W / 58.433°S 26.433°W
韋卡角（英語：Hueca Point），是南極洲的海岬，位於南桑威奇群島的蒙塔古島西端，該海岬在1953年由阿根廷水文地圖命名，該海岬由英國海外領土管轄。